# クリスチャン・バルトロメー
クリスチャン・バルトロメー（Christian Bartholomae、1855年1月21日 - 1925年8月9日）は、ドイツの言語学者、東洋学者。とくに古代イラン語（アヴェスター語、古代ペルシア語）の比較言語学的研究で知られ、主著に『古代イラン語辞典』がある。

## 略歴
バルトロメーは現在のツルナウのフォルストライテン（当時バイエルン王国領）に生まれた。ミュンヘン大学、エアランゲン大学を経て、当時の言語学の中心であったライプツィヒ大学で比較言語学とサンスクリットを学んだ。
1879年からハレ大学の私講師をつとめた。早くからイラン語派の言語に通じ、それはハレ大学での教授資格取得論文(Der Gatha-Dialekt)にすでにはっきりあらわれている。
1884年にハレ大学の員外教授、翌年ミュンスター大学の員外教授の職を得た。1898年にギーセン大学の正教授に就任した。1909年にストラスブール大学に移るが、同年ハイデルベルク大学の比較言語学とサンスクリットの教授に就任した。1924年に退官し、翌年ランゲオーク島で死亡した。

## 主な著書
- Das altiranische Verbum. München: Theodor Ackermann. (1878)（古代イラン語の動詞。ベルトルト・デルブリュック『古代インド語の動詞』(1874)の古代イラン語版[3]）
- Arische Forschungen. Halle: Max Niemeyer. (1882,1886,1887)（アーリア語研究、全3巻。第1巻に有名なバルトロメーの法則が初出）
- Handbuch der altiranischen Dialekte. Leipzig: Breitkopf & Härtel. (1883)
- Studien zur indogermanischen Sprachgeschichte. Halle: Max Niemeyer. (1890,1891)（インドゲルマン語史研究）

ヴィルヘルム・ガイガーとエルンスト・クーン編の『イラン文献学概要』にバルトロメーは「イラン諸語の先史」(Vorgeschichte der iranischen Sprachen, 1895)と「アヴェスター語と古代ペルシア語」(Awestasprache und altpersisch, 1896)の2編を提供し、印欧祖語からインド・イラン祖語、イラン祖語、そしてアヴェスター語と古代ペルシア語がどのように発展したかを明らかにした。
- Wilhelm Geiger und Ernst Kuhn, ed (1895-1901). Grundriss der iranischen Philologie. erster Band. Straßburg: Karl J. Trübner

主著『古代イラン語辞典』はAirWbと略され、現在も参照される。
- Altiranisches Wörterbuch. Straßburg: Karl J. Trübner. (1904)

バルトロメーは『アヴェスター』のガーサーをドイツ語に翻訳した。
- Die Gatha's des Awesta: Zarathustra's Verspredigten. Straßburg: Karl J. Trübner. (1905)

20世紀にはいると研究の中心を中期イラン諸語に移した。